# 邦库尔 (默尔特-摩泽尔省)
邦库尔（法語：Boncourt，法語發音：[bɔ̃kuʁ]）是法国默尔特-摩泽尔省的一个市镇，属于布里埃区。

## 地理
邦库尔（49°10'6"N, 5°49'45"E）面积6.73 平方千米，位于法国大東部大區默尔特-摩泽尔省，该省份为法国东北部内陆省份，是洛林的一部分，北邻比利时、卢森堡，北起顺时针与摩泽尔省、下莱茵省、孚日省和默兹省接壤。
与邦库尔接壤的市镇（或旧市镇、城区）包括：阿贝维尔莱孔夫朗、孔夫朗昂雅尼西、弗里欧维尔、让德利兹、皮克斯、蒂姆雷维尔。

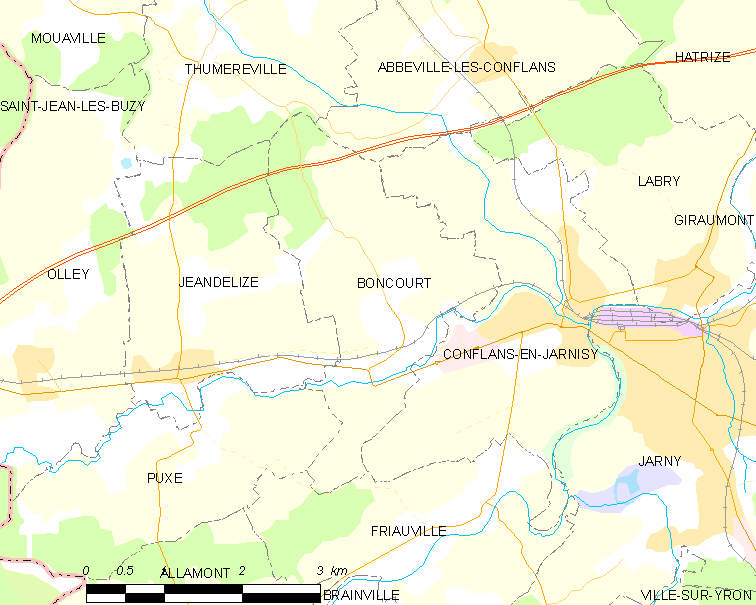
的OSM定位图

邦库尔的时区为UTC+01:00、UTC+02:00（夏令时）。

## 行政
邦库尔的邮政编码为54800，INSEE市镇编码为54082。

## 政治
邦库尔所属的省级选区为雅尼县。

## 人口

1962-2008年间人口变化图示

邦库尔于2022年1月1日时的人口数量为176人。